# Almensh Belete
Almensh Belete, född 26 juli 1989, är en friidrottare från Belgien. Hon deltog vid olympiska sommarspelen 2012.